# Persone di cognome Coulibaly
| Questa pagina contiene informazioni ricavate automaticamente dalle voci biografiche con l'ausilio del template Bio e di un bot. L'aggiornamento è periodico e automatico e ricostruisce completamente la pagina. Se manca una persona in questa lista, sei pregato di non aggiungerla, ma accertati piuttosto che la sua voce biografica contenga il template Bio e che i dati anagrafici siano correttamente compilati. Se il template Bio manca, inseriscilo tu stesso o, in alternativa, metti l'avviso {{tmp\|Bio}} che ne segnala la mancanza. Se i dati riportati sono sbagliati, correggi direttamente la voce biografica; le modifiche saranno visibili in questa lista entro pochi giorni. Per chiarimenti vedi il progetto biografie. La lista contiene solo le 46 persone che sono citate nell'enciclopedia e per le quali è stato implementato correttamente il template Bio. Pagina aggiornata al 3 nov 2022. |

Questa è una lista di persone presenti nell'enciclopedia che hanno il cognome Coulibaly, suddivise per attività principale.

## Arbitri di calcio(1)
- Koman Coulibaly, ex arbitro di calcio maliano (Bamako, n.1970)

## Arcivescovi cattolici(1)
- Vincent Coulibaly, arcivescovo cattolico guineano (Kéniéran, n.1953)

## Calciatori(32)
- Karim Coulibaly, calciatore senegalese (Bakel, n.1993)
- Adama Coulibaly, ex calciatore maliano (Bamako, n.1980)
- Adamo Coulibaly, ex calciatore francese (Parigi, n.1981)
- Amadou Coulibaly, ex calciatore burkinabé (Bobo-Dioulasso, n.1984)
- David Coulibaly, ex calciatore maliano (Roubaix, n.1978)
- Dramane Coulibaly, ex calciatore maliano (Bamako, n.1979)
- Elimane Coulibaly, calciatore senegalese (Dakar, n.1980)
- Fousseny Coulibaly, calciatore ivoriano (Abidjan, n.1992)
- Gary Coulibaly, calciatore francese (Bastia, n.1986)
- Ibréhima Coulibaly, calciatore mauritano (Créteil, n.1989)
- Idrissa Coulibaly, calciatore maliano (Bamako, n.1987)
- Ismaila Coulibaly, calciatore maliano (n.2000)
- Kafoumba Coulibaly, calciatore ivoriano (Abidjan, n.1985)
- Kalifa Coulibaly, calciatore maliano (Bamako, n.1991)
- Lassana Coulibaly, calciatore maliano (Bamako, n.1996)
- Lasso Coulibaly, calciatore ghanese (n.2002)
- Mamadou Coulibaly, ex calciatore ivoriano (Bouaké, n.1980)
- Mamadou Coulibaly, calciatore senegalese (Thiès, n.1999)
- Mamoutou Coulibaly, ex calciatore maliano (Bamako, n.1984)
- Mohamed Coulibaly, calciatore senegalese (Bakel, n.1988)
- Moussa Coulibaly, ex calciatore maliano (Bamako, n.1981)
- Ousmane Coulibaly, calciatore maliano (Parigi, n.1989)
- Salif Coulibaly, calciatore maliano (Bamako, n.1988)
- Senou Coulibaly, calciatore francese (Pontoise, n.1994)
- Souleymane Coulibaly, calciatore ivoriano (Anguededou Songon, n.1994)
- Soumaila Coulibaly, ex calciatore maliano (Bamako, n.1978)
- Séga Coulibaly, calciatore francese (Bamako, n.1996)
- Tanguy Coulibaly, calciatore francese (Sèvres, n.2001)
- Fatou Coulibaly, calciatrice ivoriana (Abidjan, n.1987)
- Wonlo Coulibaly, calciatore ivoriano (n.1991)
- Woyo Coulibaly, calciatore francese (Gonesse, n.1999)
- Yacouba Coulibaly, calciatore burkinabé (Bobo-Dioulasso, n.1994)

## Cestisti(6)
- Abdoul Coulibaly, cestista maliano (Bamako, n.2000)
- Bali Coulibaly, cestista ivoriano (Abidjan, n.1995)
- Kankou Coulibaly, ex cestista senegalese (Dakar, n.1950)
- Kankou Coulibaly, cestista maliana (Bamako, n.1990)
- Mariam Coulibaly, cestista maliana (Bamako, n.1997)
- Naîgnouma Coulibaly, cestista maliana (Djacoronoi, n.1989)

## Nuotatori(1)
- Mohamed Coulibaly, ex nuotatore maliano (n.1989)

## Politici(1)
- Amadou Gon Coulibaly, politico ivoriano (Abidjan, n.1959 - Abidjan, † 2020)

## Registi(1)
- Daouda Coulibaly, regista maliano (n.1976)

## Rugbisti a 15(1)
- Awa Coulibaly, rugbista a 15 e dirigente sportiva italiana (Bamako, n.1987)

## Sindacalisti(1)
- Ibrahima Coulibaly, sindacalista maliano

## Terroristi(1)
- Amedy Coulibaly, terrorista e criminale francese (Juvisy-sur-Orge, n.1982 - Parigi, † 2015)